# 마이 블루 헤븐 (1950년 영화)
마이 블루 헤븐(My Blue Heaven)은 미국에서 제작된 헨리 코스터 감독의 1950년 영화이다. 베티 그레이블 등이 주연으로 출연하였고 솔 C. 시겔 등이 제작에 참여하였다.

## 줄거리
라디오 스타인 키티 모란(베티 그레이블 분)은 자신이 임신했다는 사실을 알게 된다. 그러나 안타깝게도 유산을 겪게 되고, 이후 남편 잭(댄 데일리 분)과 함께 그들의 방송 무대를 텔레비전으로 옮기며 아이를 입양하기로 결심한다.
입양기관의 담당자인 길버트 양은 이들 부부에게 동정심을 보이면서도, 입양 절차가 복잡할 수 있으며 일부 관계자들은 이들의 연예계 경력을 부정적으로 평가할 수 있음을 경고한다. 부부의 반려견인 밀턴 씨는 사랑을 나눠야 할 가능성이 언급될 때마다 소파 아래로 숨곤 한다.
결국 이들 부부는 비공식적인 경로를 통해 한 아기를 입양하게 된다. 키티는 과도하게 엄격한 간호사인 베이츠 여사를 해고하고, 집에서 직접 아기를 돌보기로 한다. 그러나 이러한 생활은 5주간 지속되다가, 키티는 자신의 대역인 글로리아 애덤스가 남편 잭과 지나치게 가까워지고 있다는 소문을 듣게 된다. 이에 키티는 즉시 직장에 복귀한다.
결말은 유쾌한 혼란 속에서 마무리되는데, 부부는 두 명의 입양아를 양육하게 되는 동시에, 키티가 다시 임신했다는 기쁜 소식을 접하게 된다.

## 출연

### 주연
- 베티 그레이블
- 댄 데일리

### 조연
- 데이비드 웨인
- 제인 와이어트
- 밋지 게이너
- 우나 머켈
- 루이스 베버스

## 제작진
- 원작자: S.K. 로렌
- 미술: 라일 R. 휠러
- 미술: 조셉 C. 라이트
- 의상: 찰스 르 마리